# Historia del pescado y marisco

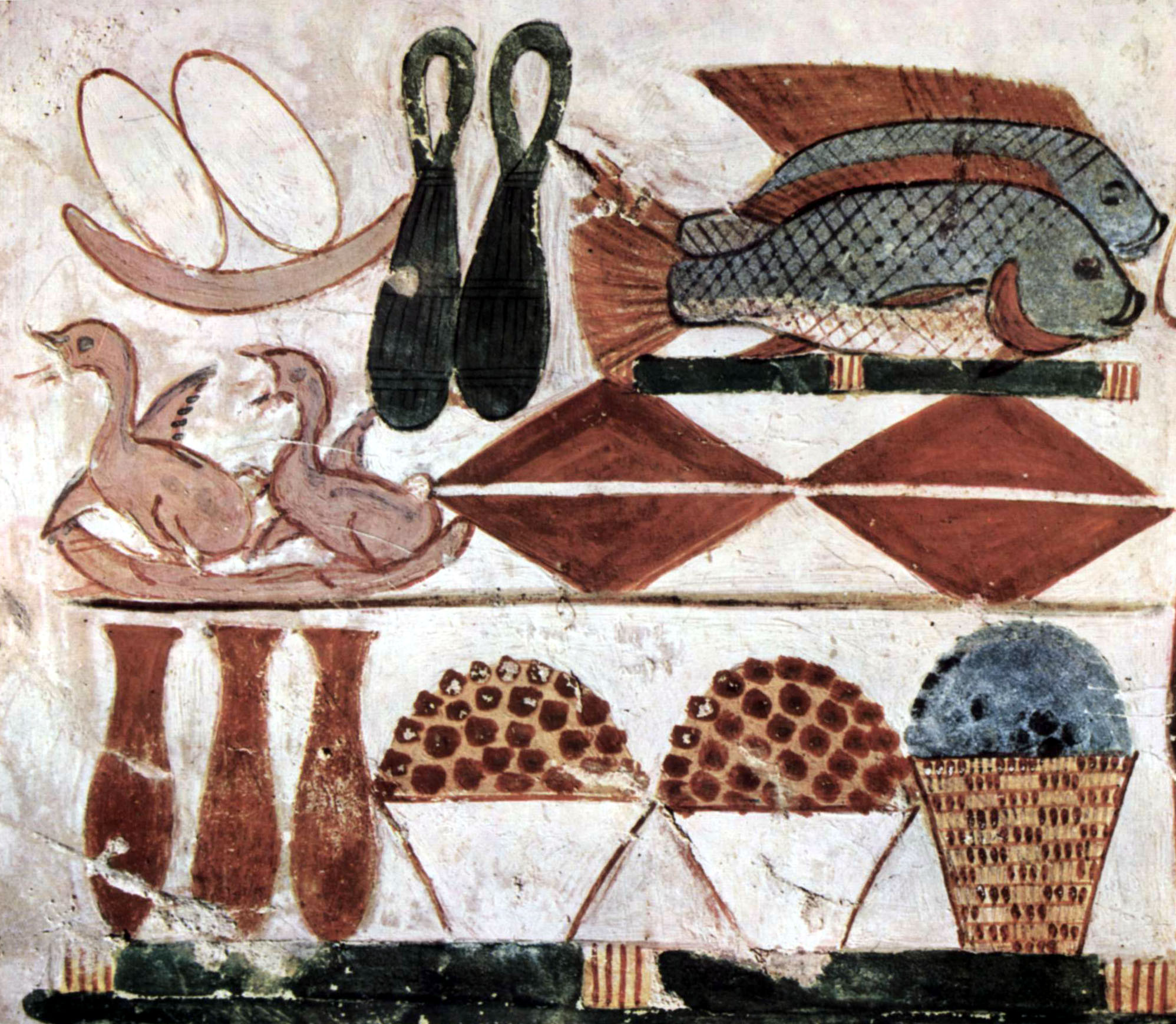
Diversos alimentos representados en una cámara mortuoria egipcia, incluidos los peces, en 1400 a. C.

La historia de la recolección y el consumo de pescados y mariscos se remonta a la antigüedad, estas prácticas antiguas se originaron por lo menos a principios del Paleolítico hace unos 30.000 años.  El análisis isotópico de los restos óseos del hombre de Tianyuan (humanos modernos que vivieron hace 40 000 años en el este de Asia) ha permitido demostrar que consumía pescado de agua dulce de forma regular.
Evidencia arqueológica tal como conchales,  deshechos de huesos de pescado y pinturas rupestres indican que los alimentos marinos eran importantes para la supervivencia y que se consumían en importantes cantidades. Durante este período, la mayoría de la gente practicaba un estilo de vida cazador-recolector y por necesidad, se encontraban en movimiento constante. Sin embargo, los primeros ejemplos de asentamientos permanentes (aunque no necesariamente permanentemente ocupados) como los de Lepenski Vir, están casi siempre asociados a la pesca como una fuente importante de alimento.
Antiguamente el río Nilo proveía una fuente abundante de peces: el pescado fresco y el pescado seco fueron un alimento básico para gran parte de la población. Los egipcios tenían instrumentos y métodos específicos de pesca que se ilustran en las escenas funerarias, dibujos y documentos de papiro. Algunas representaciones hacen alusión a la pesca como un pasatiempo.

## Antiguos israelitas
Según evidencia disponible tanto arqueológica como textual, los israelitas consumieron diversas variedades de pescado tanto de agua dulce como de mar. En diversas excavaciones se han encontrado restos de peces de agua dulce de los ríos Yarkon y Jordán y el Mar de Galilea, e incluyen la tilapia y peces de incubación bucal. Las especies de peces de agua salada descubiertas en las excavaciones incluyen el besugo, el mero, la corvina y la lisa. La mayoría de ellos provienen del Mediterráneo, pero en el período posterior a la Edad de Hierro, algunos provienen del Mar Rojo. Los pescadores suministraban pescado a comunidades del interior, al respecto se han descubierto restos de peces, incluyendo huesos y escamas, en muchos sitios alejados de la costa. Para preservarlo para su transporte, el pescado era primero ahumado o secado y salado Los comerciantes a veces importaban pescado, a veces desde grandes distancias como por ejemplo Egipto, donde el pickle de huevas era un producto de exportación. Se han encontrado restos de perca del Nilo, y estos deben haber sido ahumados o secados, antes de ser importados a través de la red comercial que unía la antigua zona de sociedades orientales. Los comerciantes transportaban el pescado a Jerusalén, y allí había un importante comercio de pescado, hasta el punto que una de las puertas de Jerusalén fue llamada La Puerta del Pescado, en referencia a un mercado de pescado ubicado en sus proximidades.

## Grecia Antigua
Son pocas las escenas de pesca que se observan en la cultura de la antigua Grecia, lo que habla sobre el bajo estatus social que tenía el arte de la pesca. Sin embargo, Opiano de Apamea, un autor griego escribió un grueso tratado sobre la pesca en el mar, el Halieulica o Halieutika, compuesto hacia los años 177 - 180. Este es el tratado más antiguo de este tipo que ha llegado hasta nuestros días. El consumo de frutos de mar variaba según fuera la bonanza y ubicación de los hogares. En las islas griegas y en la costa, eran comunes el pescado fresco y mariscos (calamar, pulpo, y bivalvos). Ellos eran consumidos en las comunidades costeras aunque con frecuencia se los transportaba tierra adentro. Las sardinas y anchoas eran alimentos populares de los ciudadanos de Atenas. A veces eran comercializados frescos, aunque con mayor frecuencia se los vendía salados. Una estela que se remonta a fines del siglo III a. C. de la pequeña ciudad de Beocia denominada Akraiphia, sobre el lago Copais, presenta una lista de precios de pescado. El más barato era el skaren (probablemente pez loro) mientras que el atún azul del Atlántico tenía un precio tres veces superior. Entre los pescados de mar consumidos se encontraban atún de aleta amarilla, salmonete, raya, pez espada o esturión, una delicatessen que era consumido salado. El lago Copais era famoso en toda Grecia por sus anguilas, apreciadas por el héroe de la obra teatral Los acarnienses. Otros peces de agua dulce eran el lucio, la carpa y el pez gato aunque este último no era muy apreciado.

## Antigua Roma

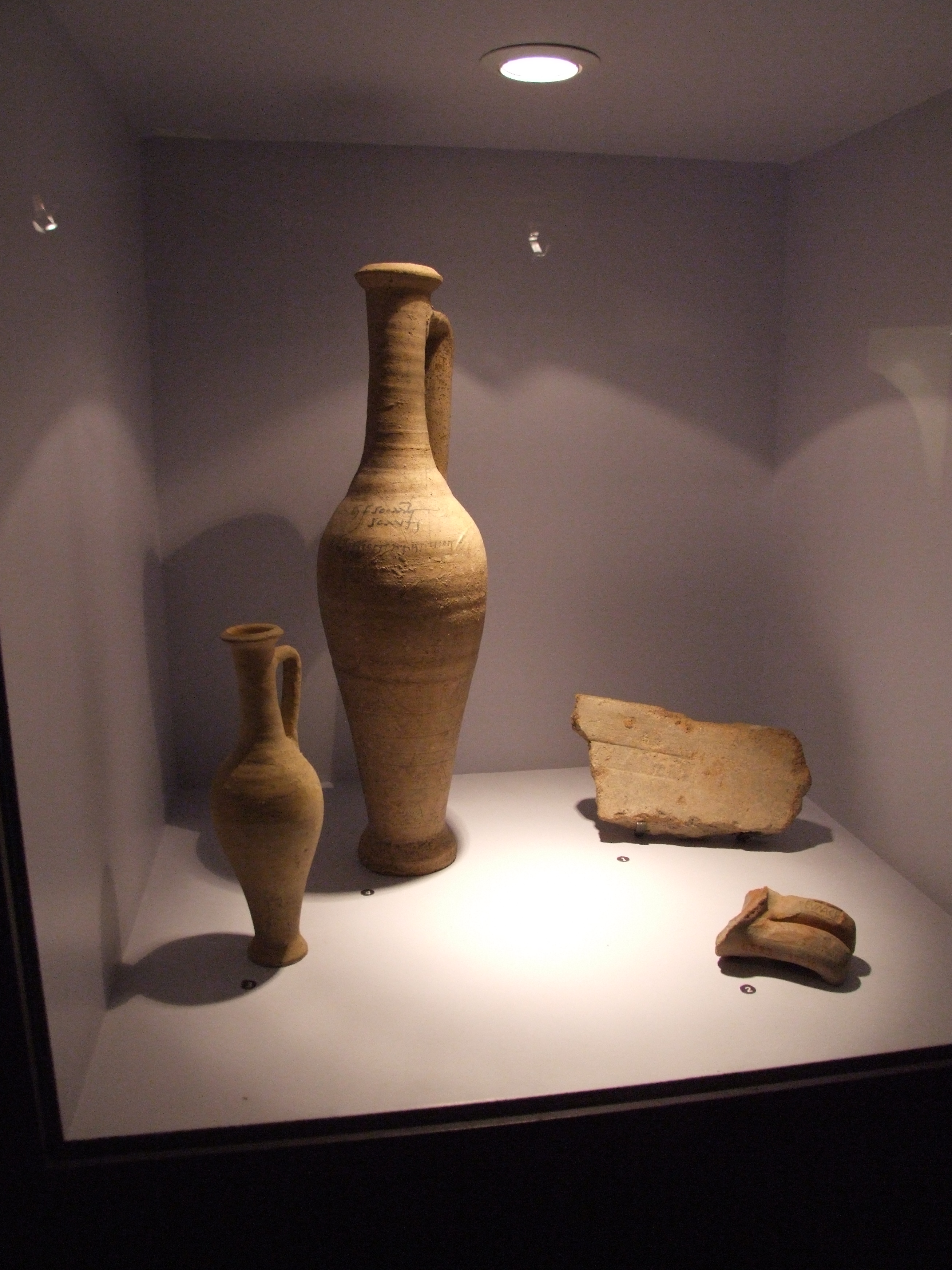
izquierda: dos ánforas para garum; derecha: Dos ánforas para la salsa de pescado romana Garum, obtenidas mediante disección enzimática; Tomada durante la exposición de Pompeya en el Parque Cultural Europeo Bliesbruck.

La evidencia pictórica sobre la práctica de la pesca ha quedado plasmada en mosaicos. Neptuno el dios greco-romano del mar era representado portando un tridente de pesca. El pescado se consumió principalmente durante la época antigua, y siempre fue un producto más caro que los cortes de carne simples. Se realizaron actividades de crianza en piletas con agua de mar y agua dulce, pero algunos tipos de peces no se desarrollaban en cautividad. Entre aquellos que si era posible explotar en cautividad se encuentra la morena del Mediterráneo que es impresionante y potencialmente tóxica, era considerada una exquisitez y se la criaba en piletones a la vera del mar. A veces estas morenas eran criadas como mascotas y a veces se las utilizaba para infligir castigos. Otra especie que era muy popular era el mullus, (salmonete). En una cierta época este pescado era considerado el epítome del lujo, sobre todo a causa de que sus escamas presentaban un color rojo intenso al morir fuera del agua. Por esta razón a veces a estos peces se los dejaba murieran lentamente en la mesa. Inclusive existía una receta en la cual el pez moría in garo, en la salsa. Sin embargo a comienzos de la era Imperial, esta costumbre finalizó de manera repentina, que es la razón por la cual al mullus en la fiesta de Trimalción (véase el Satiricón) se lo presenta como una característica del parvenu, quien aburre a sus huéspedes con una presentación pasada de moda de un pez que se muere.

## Japón

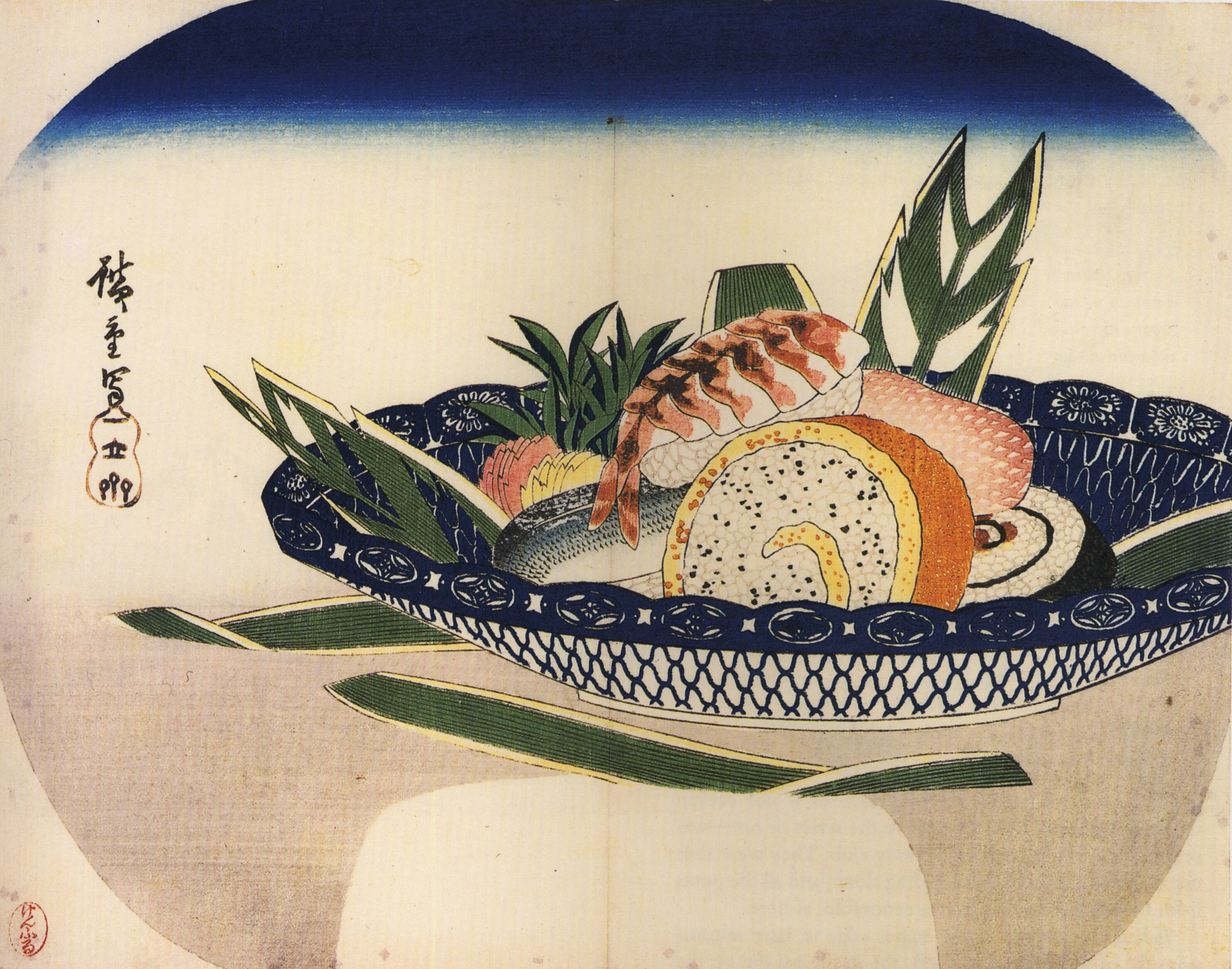
Bols de sushi (pintura de Hiroshige).

Tradicionalmente el sushi ha sido considerado un manjar en Japón. El tipo original de sushi, nare-zushi, se desarrolló inicialmente en el sureste de Asia, se diseminó hacia el sur de China antes de ser introducido y expandirse por Japón hacia el siglo VIII. El pescado era salado y envuelto en arroz fermetado, un plato tradicional de arroz lacto-fermentado. El nare-zushi se preparaba con este pescado almacenado en arroz fermentado durante meses para su preservación. La fermentación del arroz evitaba que el pescado se pudriera. El arroz fermentado era descartado y solo se consumía el pescado tratado. Este tipo de sushi antiguo se convirtió en una fuente importante de proteínas para los japoneses. Durante el período Muromachi, se desarrolló otra forma de preparar sushi, denominada namanare. El namanare era pescado parcialmente crudo envuelto en arroz, que se consumía fresco, antes de que cambiara su sabor. Durante el período Edo, se desarrolló un tercer tipo de sushi, denominado haya-zushi. El haya-zushi se preparaba de forma que tanto el arroz como el pescado podían ser consumidos simultáneamente, y el platillo se convirtió en una preparación característica de la cultura japonesa. Era la primera vez que no se utilizaba el arroz para producir fermentación. Ahora el arroz es mezclado con vinagre, con pescado, vegetales y se le agregan alimentos secos. Este tipo de sushi es muy popular aún hoy a principios del siglo XXI. Cada región utiliza sabores locales para preparar diversas variedades de sushi según recetas que se han transmitido de generación en generación.